# Quai du Président-Roosevelt
Le quai du Président-Roosevelt est un des axes principaux d'Issy-les-Moulineaux.

## Situation et accès
Ce quai est desservi par la Gare d'Issy-Val de Seine, sur la ligne des Invalides à Versailles-Rive-Gauche, ainsi que par la station Jacques-Henri Lartigue sur la ligne 2 du tramway d'Île-de-France.

## Origine du nom
Cette voie rend hommage à Franklin Delano Roosevelt, président des États-Unis d'Amérique.

## Historique
Ce quai s'appelait  « Grand Chemin de Grenelle au Bas Meudon » jusqu'à la délibération du Conseil municipal du 23 décembre 1877 qui lui donna le nom de « quai d'Issy ».
Son nom actuel lui fut attribué par délibération du Conseil municipal du 23 juillet 1945. 
Le quai du Président-Roosevelt fait partie des voies de la banlieue parisienne pénétrant dans Paris, représentées en 1971 par Eustache Kossakowski dans une série photographique intitulée 6 mètres avant Paris.

## Bâtiments remarquables et lieux de mémoire
- Siège de Microsoft France[3].

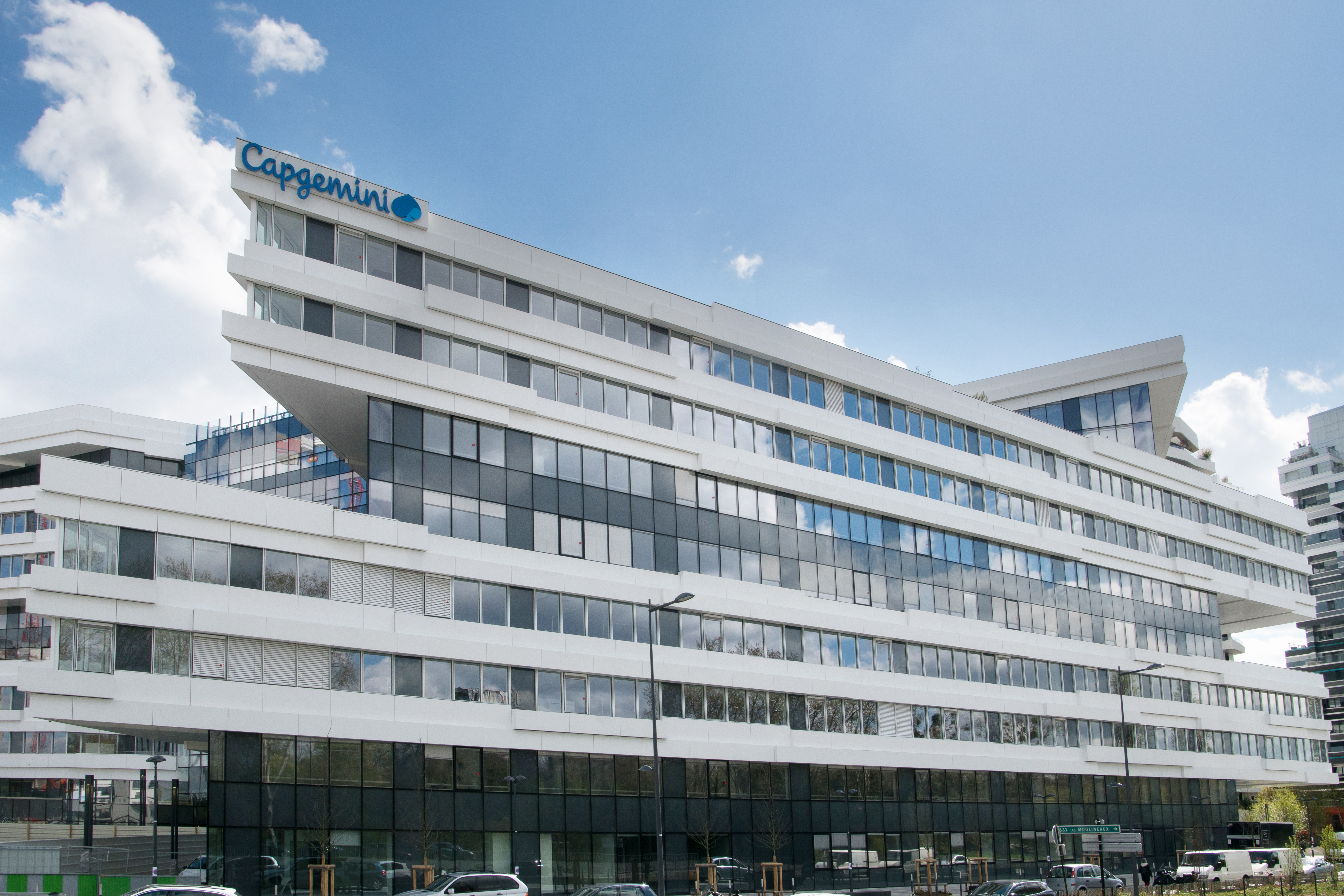
Le « 147 », Capgemini à Issy.

- Siège de Capgemini Île-de-France, dans un ensemble de bâtiments nommé « 147 »[4],[5].
- Immeuble Bridge, siège social d'Orange dans la ZAC d'Issy[6].
- Plaque en la mémoire de Simone Michel-Lévy.
- Une partie des studios de France Télévisions Distribution.
- Port d'Issy-les-Moulineaux[7].
- Isséane, centre de traitement de déchets du Syctom, l'agence métropolitaine des déchets ménagers.
- Pont d'Issy, au carrefour de la rue Rouget-de-Lisle.
- Pont aval, pont automobile, utilisé par le boulevard périphérique.
- La Halle Eiffel, construite entre 1884 et 1895[8], rénovée de 2017[9] à 2020[10].